# Axiocerylon cambeforti
Axiocerylon cambeforti is een keversoort uit de familie dwerghoutkevers (Cerylonidae). De wetenschappelijke naam van de soort werd in 1984 gepubliceerd door Roger Dajoz.